# Линия Гинденбурга
Линия Гинденбурга (нем. Siegfriedstellung) — протяжённая система оборонительных сооружений на северо-востоке Франции во время Первой мировой войны. Линия была построена немцами зимой 1916/17 годов. Она протянулась на 160 км от Ланса (около Арраса) до реки Эна около Суассона.
Решение о строительстве оборонительной линии было принято Паулем фон Гинденбургом и Эрихом Людендорфом во время битвы на Сомме.
Строительство линии позволило, выпрямив линию фронта, сократить его длину на 50 км, в результате освободилось 13 дивизий для решения других задач.
На линии Гинденбурга были сооружены бетонные бункеры и пулемётные огневые точки, протянута колючая проволока в несколько рядов, оборудованы тоннели, траншеи и блиндажи для пехоты.
Линия разделялась на 5 частей, названных в честь героев германского эпоса (перечислены с севера на юг):
- Позиция «Вотан» (нем. Wotan Stellung: от окрестностей современного Лилля до Сен-Кантена).
- Позиция «Зигфрид» (нем. Siegfried Stellung, не путать с линией Зигфрида).
- Позиция «Альберих» (нем. Alberich Stellung)
- Позиция «Брюнхильда» (нем. Brunhilde Stellung)
- Позиция «Кримхильда» (нем. Kriemhilde Stellung)

Позиция «Зигфрид» считалась самой сильной.
Отступление на линию Гинденбурга началось в феврале 1917 года с применением тактики «выжженной земли». Немецкое командование полагало, что новая линия обороны неприступна, однако уже в ходе битвы при Камбре в 1917 году британские войска при поддержке танков прорвали оборону, а во время битвы за линию Гинденбурга (Стодневное наступление) в 1918 году она была преодолена.